# Трахеит
Трахеи́т (лат. tracheitis) — воспаление трахеи.

## Этиология
Трахеит вызывается теми же возбудителями, которые вызывают ринит, фарингит и ларингит:  вирусами, стафилококками, стрептококками и т. д. В случае недостаточного лечения (или отсутствия лечения) этих болезней воспалительный процесс может распространиться и на трахею, вызывая трахеит. Различают острый и хронический трахеит. Хронический является осложнением острого.
Неинфекционный трахеит может развиться из-за переохлаждения верхних дыхательных путей или воздействия на них пыли, химикатов, пара.
Не всегда наличие инфекции в организме становится причиной прогрессирования трахеита. На его развитие могут повлиять следующие факторы:
- постоянное вдыхание холодного воздуха либо слишком горячего;
- частые промерзания;
- табакокурение;
- частое вдыхание токсичных веществ;
- хронические недуги органов дыхания;
- воспалительные болезни в носоглотке и носовых путях;
- изменения в деятельности сердечно-сосудистой системы.

## Симптомы и диагностика
- повышение температуры (незначительное: до субфебрильной)
- сопутствующие симптомы других заболеваний дыхательных путей (симптомы ринита, фарингита, ларингита)
- сухой (непродуктивный) кашель (особенно ночью и утром, а также при сильном вдохе, при хроническом трахеите это является основным симптомом)
- боль в глотке и за грудиной

## Лечение и прогноз
При лечении трахеита применяют антибиотики разных групп и сульфаниламидные препараты. Также назначаются препараты для лечения сопутствующих заболеваний, лекарства для откашливания и отхаркивания. Курс длится, как правило, до 2 недель. Прогноз для острого и хронического трахеитов благоприятный. 
Крайне редко возможно осложнение (бронхит, бронхопневмония). В очень тяжелых случаях может потребоваться интубация. 
Профилактикой трахеита является своевременное лечение воспалений глотки и гортани.

## Трахеит у животных
У животных в большинстве случаев трахеит регистрируется не как самостоятельное заболевание, а как осложнение ларингита или бронхита. У рабочих животных и собак причиной трахеита может быть длительное давление на трахею неправильно пригнанного хомута или ошейника. Течение обычно острое. В типичных случаях отмечают общее угнетение, напряженное дыхание, сухой, болезненный кашель.